# Ohey
Ohey (Aussprache [ɔɛ]) ist eine Stadt und Gemeinde in der Provinz Namur im wallonischen Teil Belgiens.
Die Gemeinde Ohey besteht aus den Ortsteilen Ohey, Evelette, Goesnes, Haillot, Jallet und Perwez.

## Personen
- Pierre Froidebise (1914–1962), Organist und Komponist

## Weblinks

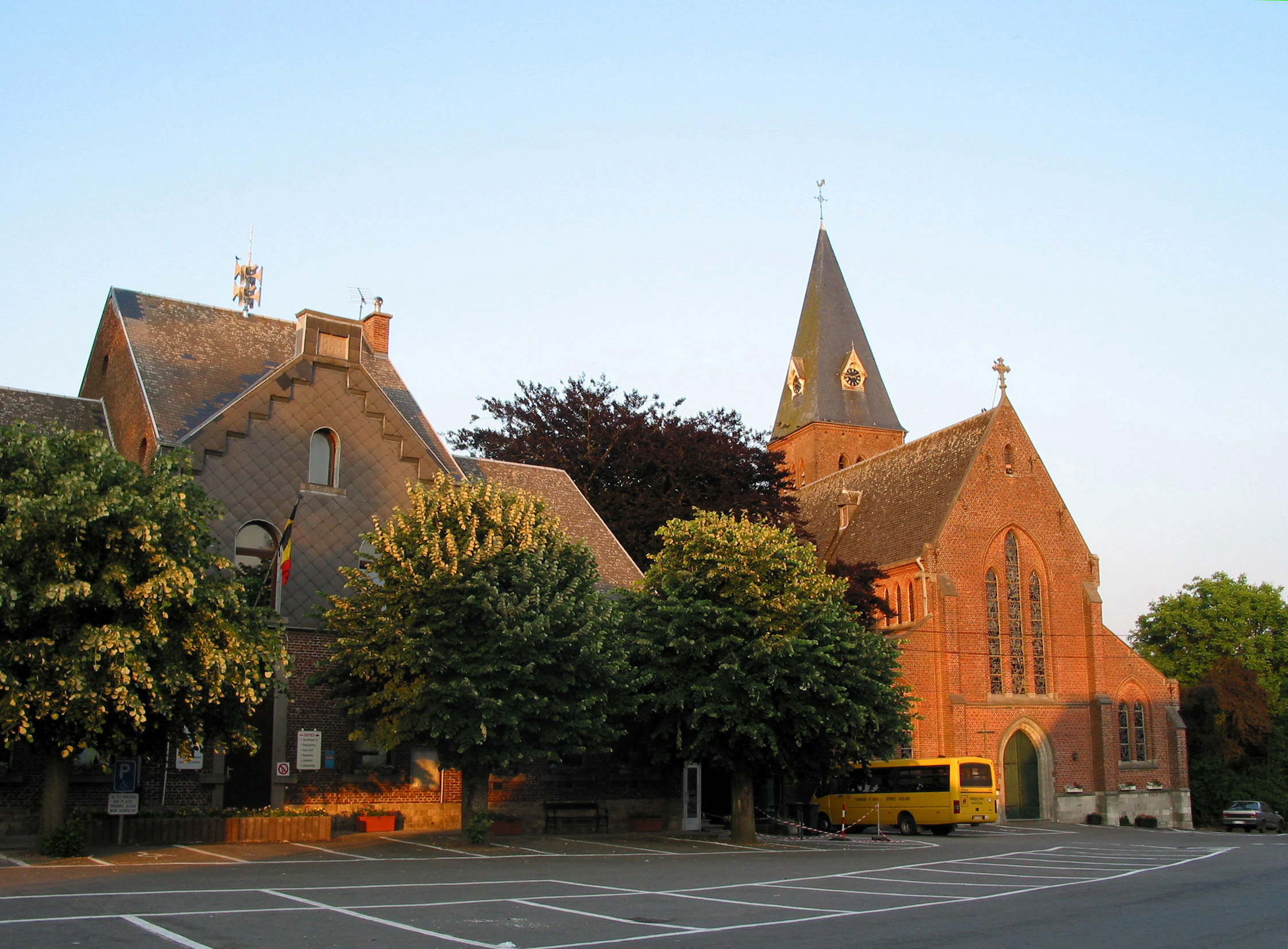
Rathaus und die Kirche Saint-Pierre in Ohey